# Cuisine de Tahiti
La cuisine de Tahiti désigne dans son sens général la cuisine de Polynésie française. Traditionnellement, les préparations culinaires maohi sont dominantes, mais la société polynésienne est devenue cosmopolite, et s'est ouverte aux influences occidentales (en particulier françaises) et asiatiques, au travers de son importante communauté chinoise.

## Présentation
La cuisine tahitienne traditionnelle, ou mā'a tahiti, incorpore de nombreux féculents comme le taro, l'igname, le ufi, le tarua, la patate douce, etc. Parmi les fruits, la noix de coco et le uru, fruit de l'arbre à pain, y tiennent une place particulière. Cette tradition culinaire est essentiellement tournée vers les préparations à base de poisson et de crustacés, le cochon étant l’un des seuls mammifères terrestres importés par les polynésiens lors du peuplement de ces îles. Les vaches, chèvres, lapins, etc., sont des animaux plus récemment acclimatés, depuis environ 2 siècles, et la majorité de la viande consommée en Polynésie Française est importée de Nouvelle-Zélande. La chasse traditionnelle à la baleine, pratiquée notamment par les Rurutu, s'est arrêtée au milieu du XXe siècle, et sa chair n'est plus consommée, au contraire de la Tortue verte, malgré les interdictions.
Le plat le plus connu est probablement le poisson cru à la tahitienne, mariné dans du jus de citron vert et du lait de coco. Les repas de fêtes sont l'occasion de préparer le four tahitien, ou Ahi mā'a, où chevrettes (crevettes d'eau douce), porc, féculents, uru, etc., sont placés dans un grand trou sur des pierres chauffées sur les braises, et recouverts de feuilles de bananier et de sable pour cuire à l'étouffé. Parmi les desserts, le po'e et les bananes à cuire fē’i tiennent une place particulière. Certaines préparations, comme le ’ōpi’o ou le mahi (voir Arbre à pain), sortes de pâtes fermentées de uru, ne sont plus consommées, tandis que d'autres perdurent, comme le fāfaru, malgré sa forte odeur de poisson décomposé.
La cuisine chinoise de Tahiti, héritage de la communauté Hakka originaire de la région de Canton qui s'est installée à la fin du XIXe siècle, s'est adaptée à la suite des contacts culturels avec les populations européennes et tahitiennes, et fait aujourd'hui partie intégrante de la tradition culinaire locale.

## Histoire
Les marins polynésiens arrivèrent avec un nombre limités d’espèces végétales (taro, arbre à pain) et animales (porc, poule). La patate douce arriva à la suite de contacts avec l’Amérique. Les cuisines occidentales (corned-beef) et chinoises (riz) influencèrent la cuisine polynésienne à partir de la colonisation des iles par les Européens.

## Divers mets de Polynésie française
- Poisson cru à la tahitienne, fāfaru, beignets de īna’a[N 1],[1], langoustes crues, crabes, varo, mā’oa, pāhua, chevrettes crues, nato
- Poulet au fāfā, poulet au re’a, ragoût de tortue[2]
- Mā’a tinitō (« repas chinois ») : un mélange de porc (dans l’échine ou la poitrine), de haricots rouges, de pota tinitō (choux chinois soit vert [tchoy sim], soit blanc [paha tchoy]) et de pâtes (soit de macaronis, soit de nouilles chinoises)[3]
- Pua’a choux, ragoût de porc au choux et de riz blanc
- ’Ipo et pain coco
- Po’e, rēti’a, tāota, gelée et confiture de goyave